# Rudolf Kommoß
Rudolf Kommoß, auch Kommoss  (* 5. November 1904 in Koblenz, † nach 1965) war ein antisemitischer deutscher Journalist und politischer Schriftsteller.
Nach Erlangung der Hochschulreife studierte Kommoß in Berlin an der Friedrich-Wilhelms-Universität Germanistik, Anglistik und Philosophie. Im Frühjahr 1932 legte er das Assessorexamen für das Höhere Lehramt in den Fächern Deutsch und Englisch ab. Nebenher war er journalistisch tätig, wobei ihm seine Russischkenntnisse zugutekamen. Zum 1. März 1932 trat er der NSDAP bei (Mitgliedsnummer 1.011.859). Im Mai 1932 konnte er weitgehend unbehelligt für „politische Studien“ die UdSSR bereisen. Kommoß wurde 1934 bei dem Germanisten Julius Petersen mit der Dissertation Sebastian Franck und Erasmus von Rotterdam zum Dr. phil. promoviert.
Seit 1934 war Kommoß Mitarbeiter der 1933 in Berlin gegründeten russischen Wochenzeitung Novoe Slovo (Das Neue Wort), einer sich zum Nationalsozialismus bekennenden völkisch-nationalistischen, antikommunistischen und antisemitischen Publikation russischer Emigranten, die eine „Russische Nationale Befreiungsbewegung“ nach deutschem, also nationalsozialistischem Vorbild propagierte. In seinem Beitrag Zum Geleit zu diesem Blatt vom August 1934 schrieb Kommoß: „Wir kämpfen nicht gegen die Sowjetunion, wohl aber gegen die kommunistische Internationale, die für uns der Todfeind der Nation ist“. Die Zeitschrift richtete ein besonderes Augenmerk auf zeitgenössische politische Akteure jüdischer Abstammung, die in überproportionaler Anzahl im Völkerbund, in der Roten Armee, im NKVD, in den Regierungen Westeuropas, auf republikanischer Seite im spanischen Bürgerkrieg und im Krieg in Fernost politisch aktiv seien, was als Beweis für eine „jüdisch-kommunistische Weltverschwörung“ gewertet wurde.
Kommoß wurde später Leiter der Pressestelle der Anti-Komintern, einer antikommunistischen nationalsozialistischen Propaganda-Organisation, die ihre publizistischen Aktivitäten im August 1939 wegen des Hitler-Stalin-Abkommens einstellen musste, nach dem Angriff auf die Sowjetunion im Sommer 1941 jedoch wieder aufnahm. Auf dem Titelblatt seiner 1939 erschienenen Propagandabroschüre Juden machen Weltpolitik erscheint er zudem als Leiter eines „Instituts für Bolschewismus und Judentum“. Sein bekanntestes Werk ist die 1938 erschienene antisemitische Monographie Juden hinter Stalin, die in mehrere Sprachen übersetzt und 1942 sowie 1944 neu aufgelegt wurde. Kommoß propagierte darin die antisemitische Verschwörungstheorie vom Jüdischen Bolschewismus, indem er eine möglichst große Zahl sowjetischer Politiker und Prominenter als Juden zu „entlarven“ versuchte. Das Buch wurde noch 1989 von einem auf die Wiederveröffentlichung nationalsozialistischer und antisemitischer Publikationen spezialisierten Verlag nachgedruckt.
Nach dem Zweiten Weltkrieg war Kommoß im Schuldienst tätig, zuletzt als Studienrat am Gymnasium Walsrode.

## Schriften (Auswahl)
- Sebastian Franck und Erasmus von Rotterdam. Verlag E. Ebering, Berlin 1934, 113 Seiten (= Germanische Studien, Heft 153).
- Zum Geleit, in: Novoe Slovo, Berlin, 4/1. August 1934, Deutsche Beilage.
- Die jüdische Durchsetzung der GPU in der Epoche Stalin, in: Zeitschrift für Politik, Bd. 27, Nr. 11/12, November/Dezember 1937, S. 573–578.
- Juden erobern eine deutsche  Stadt, in: Weltkampf, Bd. 15, No. 179, November 1938, S. 504–512.
- Juden hinter Stalin. Die jüdische Vormachtstellung in der Sowjetunion auf Grund amtlicher sowjetischer Quellen dargestellt. Nibelungen-Verlag, Berlin/Leipzig  1938 (Digitalisat) im Internet Archive, 2. Auflage 1939, 3. Auflage 1944; Nachdruck der 3. Auflage im Verlag Archiv-Edition, Struckum 1989 (Digitalisat im Internet Archive).
- Juden machen Weltpolitik, Paul Hochmuth Verlag, Berlin 1939 (Nationalpolitische Aufklärungsschriften Heft 16) (Digitalisat); Neubearbeitung durch Karl Baumböck 1942 (Digitalisat im Internet Archive).
- Stalins Parteikongreß. Zur Gedächtnisauffrischung westlicher Demokraten, in: Völkischer Beobachter, 11. März 1939, S. 10.
- Das jüdische Element in der Sowjetkultur der Ära Stalin, in: Weltkampf, Heft 3, 1942, S. 213–220.
- Die Einnistung der Juden in Riga seit dem Ausgang des Mittelalters, in: Die Judenfrage, Band 6, 1942, S. 109–112.